# كمبوديا
كَمبُوديَا، وتُعرف رسميًا باسم مملكة كمبوديا، هي دولة تقع في جنوب شرق آسيا على شبه جزيرة الهند الصينية. تحدها من الشمال لاوس، ومن الشرق فيتنام، ومن الشمال الغربي تايلاند، ولها سواحل على خليج تايلاند من الجنوب الغربي. تبلغ مساحتها نحو 181,035 كيلومترًا مربعًا، وتغلب عليها السهول المنخفضة، وتُعد منطقة التقاء نهر الميكونغ وبحيرة تونلي ساب — أكبر بحيرات المنطقة — مركزًا جغرافيًا مهمًا لها. تتمتع البلاد بمناخ استوائي وتنوع بيئي واسع. ويُقدر عدد سكانها بحوالي 17 مليون نسمة، يشكّل الخمير غالبية السكان، وتُعد بنوم بنه العاصمة وأكبر مدنها، تليها سيام ريب وباتامبانغ.
تعود بدايات التاريخ السياسي الموحد لكمبوديا إلى عام 802 م، حين أعلن الملك جيافارمان الثاني نفسه حاكمًا أعلى على ممالك تشينلا المتنازعة، مؤسسًا بذلك الإمبراطورية الخميرية. أسهمت هذه الإمبراطورية المتأثرة بالثقافة الهندية في نشر الهندوسية ومن ثم البوذية في المنطقة، وشيّدت معابد ضخمة أبرزها أنغكور وات. دخلت الإمبراطورية مرحلة انحدار منذ القرن الخامس عشر، إلى أن أصبحت محمية فرنسية عام 1863. وبعد احتلال ياباني قصير خلال الحرب العالمية الثانية، نالت استقلالها عن فرنسا عام 1953.
شهدت البلاد اضطرابات حادة في العقود التالية، إذ أدت الحرب الفيتنامية إلى اندلاع حرب أهلية داخلية، انتهت بانقلاب عام 1970 وتأسيس الجمهورية الخميرية الموالية للولايات المتحدة. ثم استولى الخمير الحمر على السلطة عام 1975، وحكموا البلاد حتى عام 1979، مرتكبين واحدة من أبشع الإبادات الجماعية في القرن العشرين، راح ضحيتها نحو مليوني شخص. أُطيح بهم في حرب مع فيتنام، تلتها جهود لإعادة بناء الدولة، شملت اتفاقيات باريس للسلام عام 1991، وتدخلًا أمميًا، وانتخابات عام 1993، وبداية فترة سلام نسبي. وفي عام 1997، شهدت البلاد انقلابًا أفضى إلى تركيز السلطة بيد رئيس الوزراء هون سين وحزب الشعب الكمبودي.
نظام الحكم في كمبوديا ملكية دستورية، وتُدار بمبدأ التعددية الحزبية، لكن الواقع السياسي يشهد هيمنة كاملة لحزب الشعب الكمبودي. تُعد كمبوديا من بين أقل الدول نموًا وفق تصنيف الأمم المتحدة، وتعتمد بشكل كبير على الزراعة، إلى جانب قطاعات المنسوجات، والإنشاءات، والسياحة، والصناعات الخفيفة، التي أسهمت في جذب الاستثمارات الأجنبية وتعزيز التبادل التجاري. ومع ذلك، لا تزال البلاد تواجه تحديات كبيرة، منها الفساد، وانتهاكات حقوق الإنسان، وفقدان الغابات.
اللغة الرسمية في كمبوديا هي الخميرية، أما الديانة الرئيسية فهي البوذية. وتنعكس في ثقافتها ملامح من التراث الأنغكوري العريق إلى جانب التأثيرات الأجنبية التي تركت بصماتها على البلاد عبر القرون.

## أصل التسمية
كمبوديا هو الاسم الإنجليزي للبلاد، والمأخوذ من الفرنسية. في حين أن كمبوتشيا (កម្ពុជា)، الاسم السابق للبلاد في اللغة الإنجليزية، أقرب للغة الخمير. تشتق كمبوتشيا في لغة الخمير من المملكة القديمة كمبوجا ((كمبوجاديسا (कम्बोजदेश «أرض كمبوجا»). كمبوجا هو اسم سنسكريتي قديم للكمبوجاس، وهي من أوائل القبائل في شمال الهند، والتي تحمل اسم مؤسسها كامبو سفايامبوفا، والذي يعتقد أن يكون رديفاً لقمبيز.
برياريتشاناتشاك كمبوتشيا تعني «مملكة كمبوديا». يعود أصل الكلمة إلى: بريا («مقدسة»)، ريتش («الملك أو ملكي» من اللغة السنسكريتية) انا (من اللغة البالية آنا، «السلطة أوالقيادة» أو من السنسكريتية ذاتها حيث تحمل نفس المعنى)، تشاك (من تشاكرا السنسكريتية، وتعني «العجلة»، رمز للقوة والسيادة).
الاسم المستخدم في المناسبات الرسمية، كالخطب السياسية والبرامج الإخبارية، هو براتيه كمبوتشيا (الخمير: ប្រទេសកម្ពុជា)، تعني حرفياً «دولة كمبوديا». براتيه هي كلمة رسمية تعني «بلد». أما الاسم العامي والذي يستخدمه أغلب الخمير، هو سروك خميه (الخمير: ស្រុកខ្មែរ)، وتعني حرفياً «أرض الخمير». كلمة سروك تنتمي للعائلة مون-خمير والتي تقرب جداً من معنى براتيه ولكنها أقل رسمية. تلفظ كلمة خمير بلفظ حرف «ر النهائي» في الأبجدية الخميرية، لكن هذا اللفظ لم يعد مستخدماً في معظم لهجات الخمير منذ القرن 19.
تغير الاسم الرسمي لكمبوديا منذ الاستقلال الأصلي عدة مرات، بسبب التاريخ المضطرب للبلاد. استخدمت الأسماء التالية باللغتين الإنكليزية والفرنسية منذ عام 1954:
- مملكة كمبوديا تحت حكم النظام الملكي من عام 1953 حتى عام 1970.
- جمهورية الخمير تحت حكم لون نول وحكومته من عام 1970 حتى عام 1975.
- كمبوتشيا الديمقراطية في ظل حكم الخمير الحمر الشيوعيين من عام 1975 حتى عام 1979.
- جمهورية كمبوتشيا الشعبية تحت حكم الحكومة المدعومة من قبل فييتنام من عام 1979 حتى عام 1989.
- دولة كمبوديا (اسم محايد حتى اتخاذ القرار بالعودة إلى الملكية) بعد انهيار الكتلة الشرقية وتحت سيادة السلطة الانتقالية التابعة للأمم المتحدة من عام 1989 حتى عام 1993.
- مملكة كمبوديا بعد استعادة النظام الملكي في عام 1993.

## التاريخ
ترجع بدايات تاريخ كمبوديا إلى مملكتي فونان وشتلا الهندوسيتين في القرون الأولى من التاريخ الميلادي، ووقعت كمبوديا تحت حكم الخمير في القرن السادس، وتوسعت إمبراطوريتهم وضمت كثيرًا من أراضي لاوس وتايلاند وفيتنام، وشيدت معابد أنكوروات الحجرية التي تعتبر واحدة من أعظم المنجزات المعمارية في جنوب شرق آسيا.
وفي عام 1431 اجتاح السياميون المنطقة وشهدت السنوات التالية صعود السياميين والفيتناميين واللاويين، وفي منتصف القرن الثامن عشر كانت حدود كمبوديا.

### ما قبل التاريخ

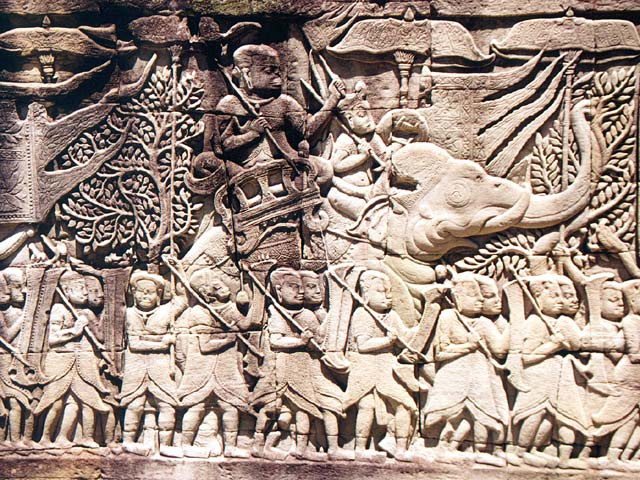
جيش الخمير متوجها إلى حرب التشام.

تشمل الأدلة المتفرقة على وجود الإنسان البليستوسيني في كمبوديا الحالية من خلال أدوات من الكوارتز عثر عليها على ضفاف نهر نهر ميكونغ، في مقاطعتي ستنغ ترينغ وكراتيه، وفي مقاطعة كامبوت، لكن لا يمكن الاعتماد عليها لتحديد فترتها الزمنية.
تظهر بعض الأدلة الأثرية القليلة مجتمعات تعتمد الصيد - قطف الثمار خلال العصر الهولوسيني: حيث يعتبر كهف لانغ سبين أقدم موقع أثري في كمبوديا، في مقاطعة باتامبانغ، والتي تنتمي إلى ما يدعى بفترة هوابينيان. أظهرت الحفريات في الطبقات الدنيا سلسلة من الكربون المشع تعود إلى 6000 ق.م.
تظهر الحفريات في الطبقات العليا من نفس الموقع دلائل على الانتقال إلى العصر الحجري الحديث، والتي تحتوي على أواني خزفية تعد الأقدم في كمبوديا.
إن السجلات الأثرية للفترة بين العصر الهولوسيني والعصر الحديدي لا تزال محدودة. من المواقع الأخرى التي كشفت الحفريات فيها عن آثار تعود إلى عصور ما قبل التاريخ سامرونغ سين (لا تبعد كثيرا عن العاصمة القديمة اودونغ)، حيث بدأت الحفريات الأولى فقط في عام 1877، وبوم سناي في محافظة بانتي مينشي الشمالية. كما يتم الكشف بين الحين والآخر عن قطع أثرية لما قبل التاريخ خلال العمل في مناجم راتاناكيري.
من الأدلة الأبرز لما قبل التاريخ في كمبوديا «المتاريس الدائرية»، والتي اكتشفت في التربة الحمراء قرب ميموت في المنطقة المتاخمة لفيتنام في نهاية الخمسينيات من القرن الماضي. لا يزال تأريخها ووظيفتها محط جدل، لكن بعضها قد يعود إلى الألفية الثانية قبل الميلاد على الأقل.
يعد دخول زراعة الأرز من الأحداث المحورية في فترة ما قبل التاريخ الكمبودي. بدأت آليات هذه الزراعة بالدخول تدريجياً وببطء عبر مزارعين من الشمال في أواخر الألفية الثالثة قبل الميلاد. تحدث أولئك غالباً باللغة مون-خمير سلف لغة الخمير الحالية.
بدأ استخدام الحديد تقريباً نحو 500 ق.م. يأتي الجزء الأكبر من الأدلة من هضبة خورات الواقعة حالياً في تايلاند. ظهرت بعض آثار العصر الحديدي في بعض المستوطنات في كمبوديا تحت المعابد الأنغكورية، مثل باكسي تشامكرونغ، بينما كان البعض الآخر بشكل المتاريس الدائرية، كما في لوفيا، بضعة كيلومترات إلى الشمال الغربي من أنغكور. تشهد المدافن على تحسن توفر الغذاء والتجارة (حتى على مسافات بعيدة: ظهرت العلاقات التجارية مع الهند في القرن الرابع قبل الميلاد)، ووجود بنية اجتماعية وتنظيم العمل.

### ما قبل الأنغكور والدويلات الأنغكورية

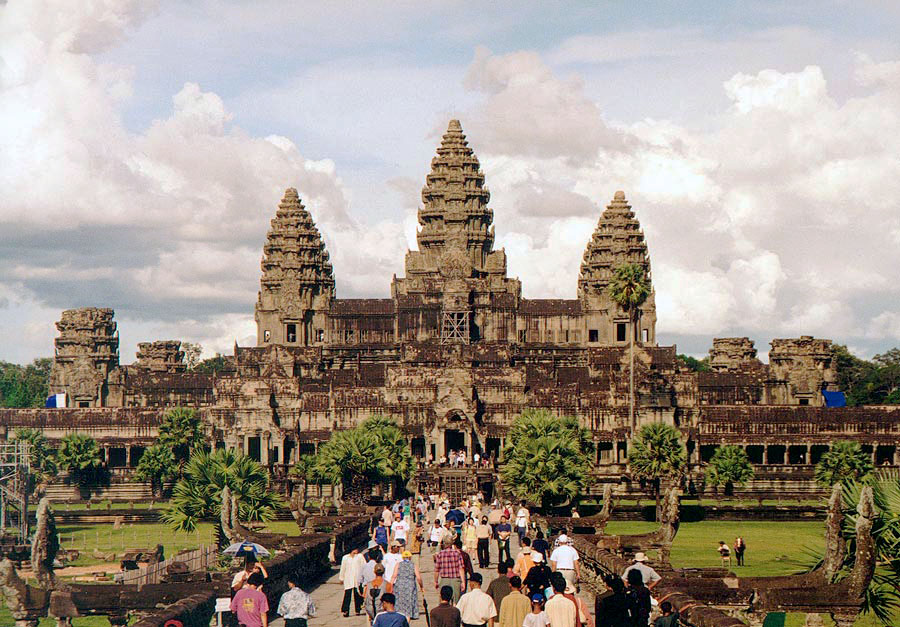
معبد أنغكور وات في منطقة أنغكور

خلال القرون الثالث والرابع والخامس الميلادية، توحدت الدويلات فونان وشينلا ذاتا الثقافة الهندية في ما هو في الوقت الحاضر كمبوديا وجنوب غرب فيتنام. يفترض أغلب الدراسين أن هذه الدويلات من عرقية الخمير. على مدى أكثر من 2000 سنة، تأثرت كمبوديا بكل من الهند والصين ونقلت هذه التأثيرات إلى الحضارات الأخرى جنوب شرق آسيا والتي هي الآن تايلاند وفيتنام ولاوس. ازدهرت إمبراطورية الخمير في المنطقة من من القرن التاسع إلى القرن الثالث عشر. ظهرت بوذية ثيرافادا في البلاد في القرن الثالث عشر عبر الرهبان القادمين من سريلانكا. نمت الديانة في البلاد منذ ذلك الحين لتصبح في نهاية المطاف الأكثر شعبية. رغم تراجع إمبراطورية الخمير إلا أنها حافظت على قوتها في المنطقة حتى القرن الخامس عشر. كان مركز قوة الإمبراطورية في أنغكور، حيث تم إنشاء سلسلة من العواصم خلال ذروة الامبراطورية. يعتقد أنه بإمكان تلك المنطقة حينها استيعاب ما يقرب من مليون شخص. تعتبر أنغكور من أكبر الحضارات قبل الصناعية، وأنغكور وات من أكثر المعابد الدينية شهرة ومن أفضلها حفظاً في موقعها. مما يذكر بماضي كمبوديا كقوة إقليمية كبرى.

### العصور المظلمة في كمبوديا
بعد سلسلة طويلة من الحروب مع الممالك المجاورة، استولت مملكة ايوتهايا على أنغكور والتي هجرت في عام 1432 بسبب انهيار البنية التحتية وفشلها البيئي. نقل البلاط الملكي حينها إلى لوفيك العاصمة الجديدة حيث سعت المملكة لاستعادة مجدها من خلال التجارة البحرية. لم تدم هذه المحاولات طويلاً، حيث أن الحروب المستمرة مع ايوتهايا والفيتناميين أسفرت عن فقدان المزيد من الأراضي وسقوط لوفيك نهاية عام 1594. خلال القرون الثلاثة التالية، تناوبت مملكة الخمير بين دولة تابعة لمملكة ايوتهايا والملوك الفيتناميين، وبين فترات قصيرة من الاستقلال النسبي.

### الحداثة والهند الصينية الفرنسية

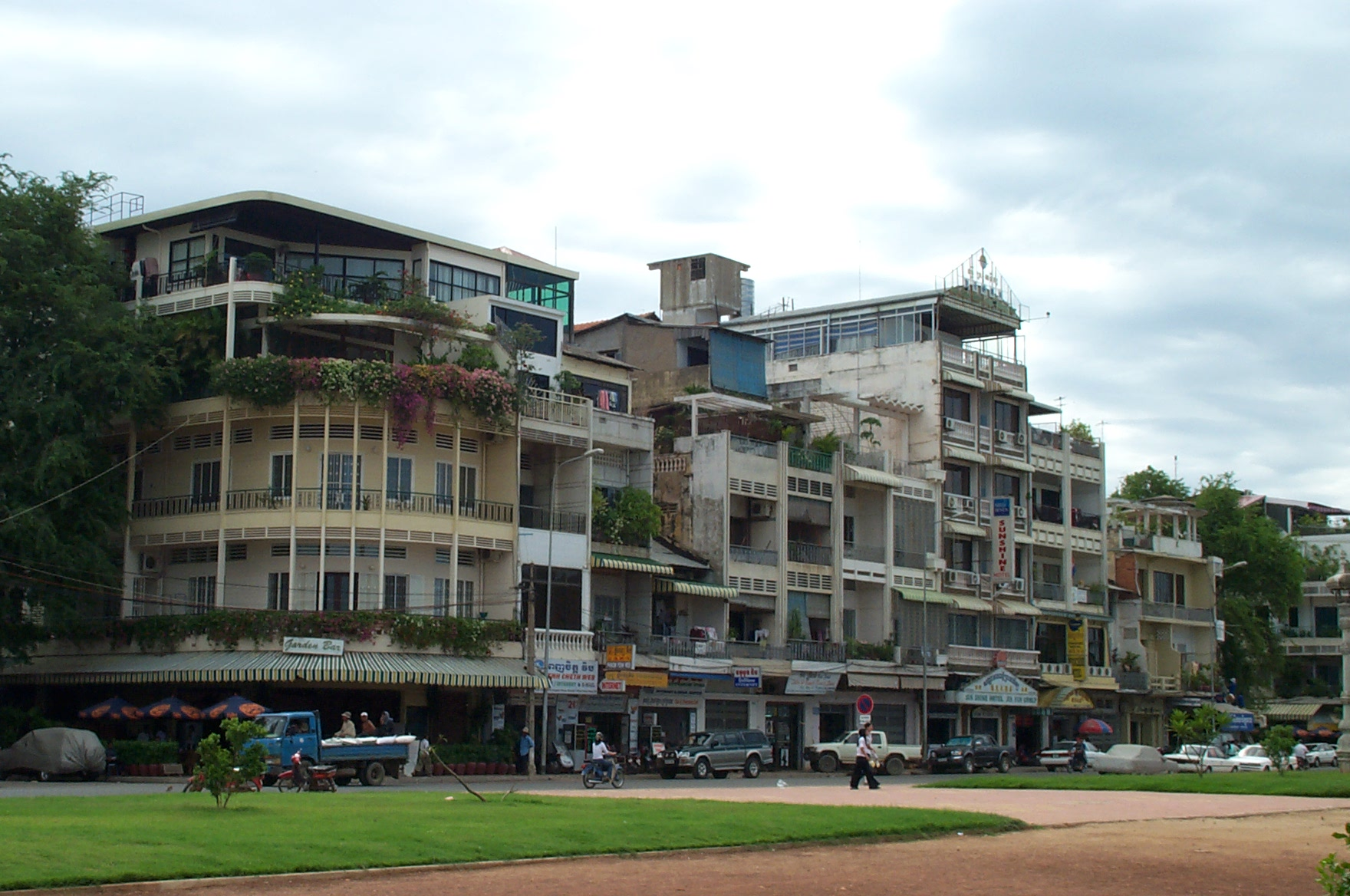
بناية من عهد الاستعمار الفرنسي بالعاصمة بنوم بنه

سعى الملك نورودوم في عام 1863، والذي عينته تايلاند للحصول على حماية فرنسا من تايلاند وفيتنام، بعد تصاعد التوتربينهم. في عام 1867، وقع الملك التايلاندي معاهدة مع فرنسا، تنص على نبذ الهيمنة على كمبوديا مقابل السيطرة على مقاطعات باتامبانغ وسييم ريب والتي أصبحت رسمياً جزءاً من تايلاند. تنازلت تيلاند عن المقاطعات إلى كمبوديا بموجب معاهدة حدودية بين فرنسا وتايلاند في عام 1906.
واصلت كمبوديا تحت وصاية فرنسية 1863-1953، وأديرت كجزء من مستعمرة الهند الصينية الفرنسية، على الرغم خضوعها للاحتلال من قبل الامبراطورية اليابانية بين عامي 1941-1945. بعد وفاة الملك نورودوم في 1904، تلاعبت فرنسا في اختيار الملك ونصبت سيسواث، شقيق نورودوم، على العرش. أصبح العرش شاغراً عام 1941 مع وفاة مونيفونغ نجل سيسواث، بينما تجاوزت فرنسا ابن مونيفونغ، مونيريث، لاعتقادها بكونه مستقل التفكير. بدلاً من ذلك، توج نورودوم سيهانوك، حفيد للملك سيسواث من ناحية الأم، والذي كان عمره 18 عاماً في ذلك الوقت. اعتقدت فرنسا حينها بسهولة السيطرة على سيهانوك. لكنها أخطأت، حيث حصلت كمبوديا حينها وتحت حكم الملك نورودوم سيهانوك، على الاستقلال عن فرنسا في 9 تشرين الثاني 1953.
أصبحت كمبوديا ملكية دستورية تحت حكم الملك نورودوم سيهانوك. فقدت كمبوديا السيطرة على دلتا ميكونغ رسمياً بعد منح فرنسا الاستقلال لمستعمراتها في الهند الصينية حيث منحتها لفيتنام. سيطرت فييتنام على هذه المنطقة منذ 1698، كما منح الملك الفيتنامي تشي تشيتا الثاني الإذن للفيتناميين بالاستيطان في المنطقة قبل عقود طويلة.

### كمبوديا الخمير الحمر
في عام 1955، تنازل سيهانوك عن العرش لصالح والده لكي ينتخب رئيسا للوزراء. بعد وفاة والده في عام 1960، عاد سيهانوك مرة أخرى رأساً للدولة بلقب أمير. خلال حرب فيتنام، تبنى سيهانوك سياسة الحياد في الحرب الباردة. ومع ذلك، بدأ الكمبوديون بالتحيز لأطراف النزاع، حيث تم الإطاحة به عام 1970 بانقلاب عسكري بقيادة رئيس الوزراء الجنرال لون نول والأمير سيسواث سيريك ماتاك بدعم من الولايات المتحدة، بينما كان في رحلة خراج البلاد الخارج. مجبراً على اللجوء إلى المنفى، بكين، الصين، حيث اضطر سيهانوك للاصطفاف في جبهة الشيوعيين الصينية. تلا ذلك استغلاله من قبل الخمير الحمر المتمردين لكسب أراض في المناطق. حث الملك أتباعه على المساعدة في الإطاحة بحكومة لون نول الموالية للولايات المتحدة، مما عجل في اندلاع الحرب الأهلية.
بين عامي 1969 و 1973، قامت قوات كل من جمهورية فيتنام والولايات المتحدة بقصف كمبوديا وغزو بعض من أراضيها لفترة وجيزة وذلك في محاولة لتعطيل الفيتكونغ والخمير الحمر. أدى ذلك إلى نزوح ما يقرب من مليوني شخص إلى بنوم بنه وتحولهم إلى لاجئين. تختلف تقديرات أعداد القتلى من الكمبوديين الذين قتلوا خلال حملات القصف كثيرًا، كما هو الحال مع آثار القصف أيضاً.
يدعي سلاح الجو الأمريكي السابع أن القصف منع سقوط بنوم بنه في عام 1973 حيث قتل 16,000 من 25,500 من مقاتلي الخمير الحمر الذين حاصروا المدينة. رغم ذلك، رد الصحافي وليام شوكروس والمتخصصون بالشؤون الكمبودية ميلتون أوزبورن، وديفيد ب تشاندلر، وبن كيرنان القول بأن حملة القصف دفعت القرويين للانضمام إلى الخمير الحمر. بينما جادل كريغ ايتشيسون بأن الخمير الحمر «سينتصرون بأي حال»، حتى من دون تسبب الولايات المتحدة بزيادة أفرادهم، رغم أن الولايات المتحدة لعبت سراً دوراً رئيسياً في دفع القضية الرئيسية للخمير الحمر.
عندما وضعت الحرب أوزارها، برز تقرير مشروع مساعدات الولايات المتحدة والذي لاحظ أن البلد على حافة المجاعة في عام 1975، حيث خسرت البلاد 75 ٪ من الحيوانات المدجنة، وأن محصول الأرز في موسم الحصاد المقبل سيكون «عبر الأشغال الشاقة من قبل أناس يعانون من سوء التغذية الشديد». وتوقع التقرير أن

بدون مساعدات معداتية وغذائية خارجية واسعة النطاق ستنتشر المجاعة من الآن وحتى شباط المقبل... إن العمل بالسخرة ونظام الحصص لنصف الشعب (أثقل على الأرجح بين أولئك الذين أيدوا الجمهورية) سيكون ضرورة قاسية ملحة لهذه السنة، كما أن الحرمان والمعاناة عموماً قد يمتدا على مدى العامين أو الثلاثة المقبلة قبل أن تستطيع كمبوديا العودة إلى الاكتفاء الذاتي من الأرز.

استولى الخمير الحمر على بنوم بنه عام 1975، قام النظام، بقيادة بول بوت، بتغيير الاسم الرسمي للبلاد إلى كمبوتشيا الديمقراطية، كما كان شديد التأثر والدعم من قبل الصين. قام النظام على الفور بإخلاء المدن وإرسال السكان في مسيرات إجبارية إلى مشاريع عمل في المناطق الريفية. حاول النظام بذلك إعادة بناء القطاع الزراعي في البلاد على غرار القرن الحادي عشر، متجاهلاً الطب الغربي، ومدمراً للمعابد والمكتبات، وأي شيء يعتبر غربياً. أكثر من مليون كمبودي، من أصل مجموع السكان البالغ 8 ملايين نسمة، توفوا بسبب الإعدامات، الإجهاد في العمل والمجاعة والمرض.
تتراوح التقارير حول تقديرات ضحايا نظام الخمير الحمر بين حوالي 1-3 مليون شخص. أدت هذه الفترة إلى بروز تسمية حقول الموت، كما اشتهر سجن تول سلينغ بتاريخه من القتل الجماعي. فر مئات الآلاف عبر الحدود إلى تايلاند المجاورة. استهدف النظام أيضاً الأقليات العرقية. حيث عانى المسلمون التشام من خطر الإبادة بعد مقتل ما يقرب من نصف السكان. في أواخر الستينات، قدر عدد السكان من العرقية الصينية بـ 425.000، ولكن بحلول عام 1984، نتيجة مذابح الخمير الحمر والهجرة، تراجع العدد إلى حوالي 61,400. كما استهدفت أيضاً المهن مثل الأطباء والمحامين والمعلمين. وفقاً لروبرت د كابلان كانت «النظارات قاتلة مثل النجمة الصفراء»، حيث اعتبرت علامة على المثقفين.

### نهاية حكم الخمير الحمر والفترة الانتقالية
في تشرين الثاني عام 1978، اجتاحت القوات الفيتنامية كمبوديا لوقف انتهاك الخمير الحمر للحدود الفيتنامية ووقف الإبادة الجماعية. أقيمت جمهورية كمبوتشيا الشعبية، بقيادة جبهة الإنقاذ، وهي مجموعة من اليساريين الكمبوديين غير الراضين عن الخمير الحمر.
في عام 1981، بعد ثلاث سنوات من الغزو الفيتنامي، قسمت البلاد بين ثلاثة فصائل أشارت إليها الأمم المتحدة بحكومة التحالف في كمبوتشيا الديمقراطية. يتألف هذا التحالف من الخمير الحمر، فصيل ملكى بقيادة سيهانوك، وجبهة التحرير الوطنية لشعب الخمير. أبقت البلاد على ممثل الخمير الحمر في الأمم المتحدة، تيوون براسيث.
خلال الثمانينات، واصل الخمير الحمر المدعومون من قبل تايلند، الولايات المتحدة، والمملكة المتحدة السيطرة على معظم أنحاء البلاد وهاجموا أراض غير خاضعة لسيطرتهم. هذه الهجمات، بالإضافة إلى العقوبات الاقتصادية من قبل الولايات المتحدة وحلفائها، أدت إلى استحالة إعادة الإعمار مما خلف البلاد في فقر شديد.
بدأت جهود السلام في باريس في عام 1989 في إطار دولة كمبوديا، وبلغت ذروتها بعد عامين في تشرين الأول عام 1991 في تسوية سلمية شاملة. منحت الأمم المتحدة السلطة لفرض وقف إطلاق النار، والتعامل مع اللاجئين ونزع السلاح فيما يعرف باسم سلطة الأمم المتحدة الانتقالية في كمبوديا.

### عودة الملكية الدستورية
في السنوات الأخيرة، حققت جهود إعادة الإعمار تقدماً، وأدت إلى بعض الاستقرار السياسي في شكل ديمقراطية تعددية في ظل نظام ملكي دستوري. نصب نورودوم سيهانوك كملك لكمبوديا من جديد في عام 1993.
اهتز الاستقرار بعد انقلاب عسكري في عام 1997، عدا ذلك حافظ البلد على استقراره. قدمت بعض الدول المتقدمة مساعدات لكمبوديا اليابان وفرنسا وألمانيا وكندا وأستراليا ونيوزيلندا واندونيسيا والولايات المتحدة والمملكة المتحدة.

## الحكومة والسياسة

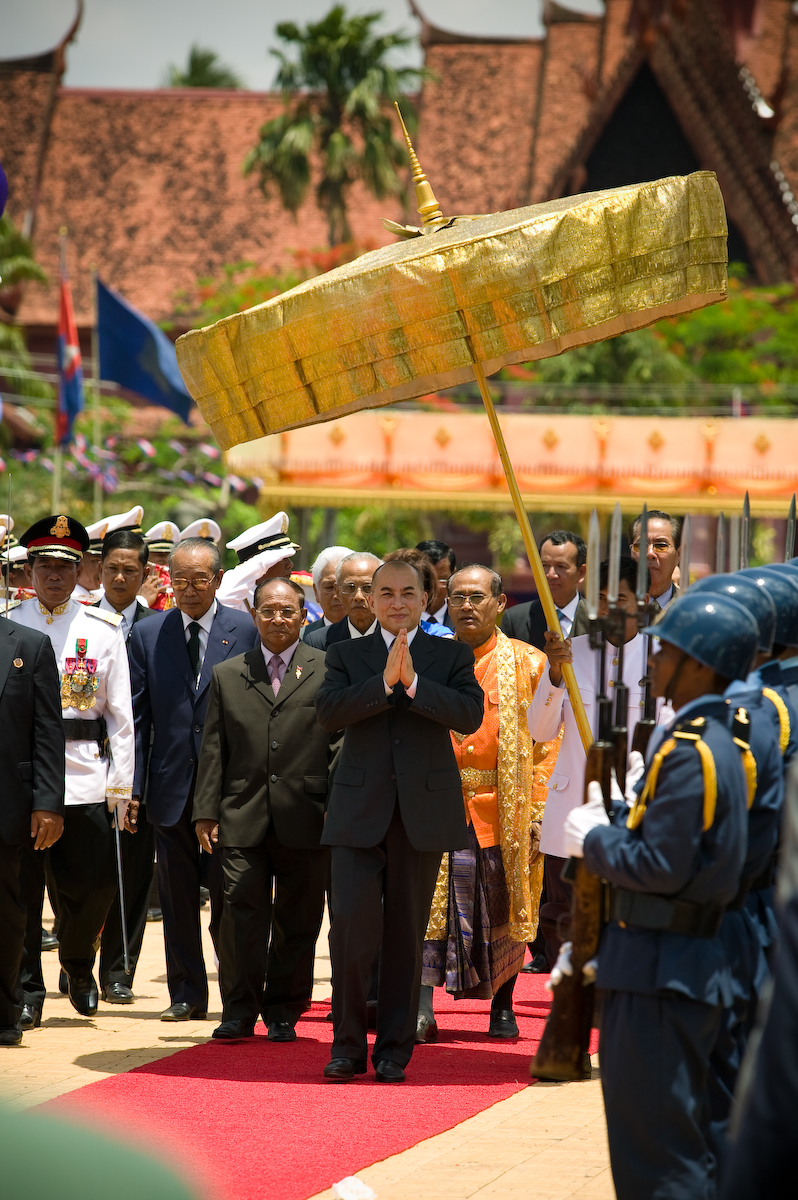
ملك كمبوديا نوردوم سيهاموني

### نظام الحكم
تنتظم سياسة كمبوديا رسمياً، وفقًا لدستور البلاد لعام 1993، في إطار ملكية دستورية تعمل كدولة ديمقراطية تمثيلية برلمانية. رئيس وزراء كمبوديا هو رئيس الحكومة، بينما الملك رأس الدولة.

### الجمعية الوطنية
ويعين رئيس الوزراء من قبل الملك، بناء على مشورة وموافقة الجمعية الوطنية. يمارس رئيس مجلس الوزراء وحكومته السلطة التنفيذية في الحكومة. تتجلى السلطة التشريعية في كل من السلطة التنفيذية ومجلسي البرلمان، الجمعية الوطنية لكمبوديا ومجلس الشيوخ.

### اختيار الملك
يوم 14 تشرين الأول 2004، تم اختيار الملك نوردوم سيهاموني من قبل مجلس العرش الخاص المؤلف من تسعة أعضاء، جزءا من عملية اختيار طبقت بسرعة بعد أن تنازل الملك نورودوم سيهانوك فجأة قبل أسبوع. أيد هذا الأمر كل من رئيس الوزراء حينها هون سن ورئيس الجمعية الوطنية الأمير نورودوم راناريد (أخ غير شقيق للملك الحالي وكبير المستشارين)، وكلاهما عضو في مجلس العرش. اعتلى العرش في بنوم بنه في 29 تشرين الأول 2004.

### العلاقات الخارجية

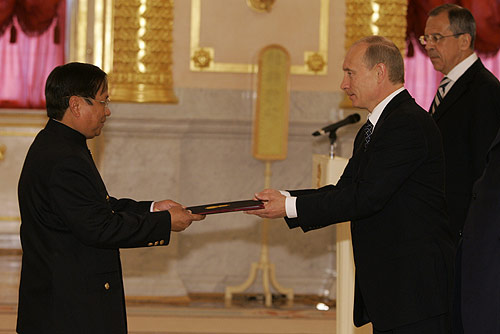
السفير الكمبودي لروسيا كيو تافيكا مقدماً أوراق اعتماده للرئيس الروسي فلاديمير بوتين.

كمبوديا عضو في الأمم المتحدة والبنك الدولي وصندوق النقد الدولي. كما أنها عضو في بنك التنمية الآسيوي، وعضو في رابطة آسيان. انضمت إلى منظمة التجارة العالمية في 13 تشرين الأول 2004. حضرت كمبوديا في عام 2005 الجلسة الافتتاحية لقمة شرق آسيا.
تقيم كمبوديا علاقات دبلوماسية مع العديد من الدول. تظهر التقارير الحكومية وجود 20 سفارة في البلاد، بما فيها العديد من جيرانها الآسيويين، واللاعبون الأساسيون خلال مفاوضات السلام في باريس، بما في ذلك الولايات المتحدة وأستراليا وكندا والصين والاتحاد الأوروبي واليابان وروسيا. نتيجة لعلاقاتها الدولية، ساهمت العديد من المنظمات الخيرية في المساعدات الاجتماعية والبنية التحتية على حد سواء.
رغم زوال الضطرابات العنيفة في البلاد في السبعينيات والثمانينيات من القرن الماضي، لا يزال هنال العديد من النزاعات الحدودية بين كمبوديا وجيرانها. هناك خلافات حول بعض الجزر، وأجزاء من الحدود مع فيتنام، والحدود البحرية غير المعرفة، ومناطق حدودية مع تايلاند.
في كانون الثاني 2003، برزت أعمال شغب مناهضة لتايلاند في بنوم بنه أثارتها تصريحات مشاعة نشرتها صحيفة ريكسمي أنغكور (صحيفة كمبودية) حول انغكور وات من قبل ممثلة تايلاندية واقتبسها لاحقاً رئيس الوزراء هون سين. أرسلت الحكومة التايلاندية طائرات عسكرية لإجلاء المواطنين التايلانديين وأغلقت حدودها مع كمبوديا في وجه التايلانديين والكمبوديين (لم تغلق الحدود أبداً في وجه السياح الغربيين أو الأجانب)، بينما تظاهر التايلانديون أمام السفارة الكمبودية في بانكوك. أعيد افتتاح الحدود في 21 مارس، بعد أن دفعت الحكومة الكمبودية مبلغ 6 ملايين دولار أمريكي تعويضاً عن تدمير السفارة التايلاندية، ووافقت على تعويض الشركات التايلاندية عن خسائرها بشكل فردي. ظهر أخيراً أن «التعليقات» التي أثارت أعمال الشغب لم تطلق أساساً. برزت المزيد من المشاكل بين كمبوديا وتايلاند في منتصف عام 2008 عندما أرادت كمبوديا وضع براسات برياه فيهير على قائمة اليونسكو للتراث العالمي، مما أدى في وقت لاحق إلى المواجهة حيث نشر كلا البلدان جنودهما قرب الحدود وحول المناطق المتنازع عليها بين البلدين. اشتعل الصراع من جديد في نيسان 2009 حيث قتل جنديان تايلانديان نتيجة اشتباك وقع مؤخراً.

### القوات المسلحة
تتألف القوات المسلحة الملكية الكمبودية من الجيش الملكي الكمبودي، والبحرية الملكية الكمبودية، والقوات الجوية الملكية الكمبودية. الملك هو القائد الأعلى للقوات المسلحة الملكية الكمبودية بينما يحمل رئيس الوزراء منصب القائد العام. كان لاستحداث هيكلية قيادية منقحة في مطلع عام 2000 بدية إعادة تنظيم القوات المسلحة الملكية الكمبودية. شهد هذا النموذج إنشاء ثلاثة إدارات عامة في وزارة الدفاع الوطني مسؤولة عن كل من النقل والإمداد والتمويل، والمواد والخدمات التقنية، وخدمات الدفاع. لم يطرأ أي تغيير على مقر القيادة العليا، ولكن تم تسريح هيئة الأركان العامة السابقة، ويتحمل مقر القيادة العليا المسؤولية عن فرق المشاة الثلاث. وتشكلت أيضا هيئة الأركان المشتركة، المسؤولة عن تنسيق الخدمات المشتركة وإدارة الموظفين داخل مقر القيادة العامة.
وزير الدفاع الوطني هو الجنرال شاي سيها. أمينا الدولة لشؤون الدفاع هما تشاي سينج يون وبور بون سرو. في كانون الثاني 2009، تمت تنحية الجنرال كي كيم يان من منصبه كقائد العام للقوات المسلحة الملكية الكمبودية وحل محله نائبه الجنرال بول سارويون، الذي هو من الموالين منذ زمن بعيد لرئيس الوزراء هون سن. تم تناول بعض الشائعات بأن رئيس الوزراء هون سين خطط لإزالة كي كيم يان من قيادة القوات المسلحة الكمبودية الملكية بسبب نزاع داخلي في حزب الشعب الكمبودي. بعد أيام من انتشار الخبر بتنحية يان، صرح أعضاء حزب الشعب الكمبودي بأنه تعديل عادي في القيادة العسكرية للمملكة، وأنه لا توجد مشاكل داخلية داخل الحزب. من المتوقع أن تتم ترقية كي كيم يان إلى نائب رئيس الوزراء، وأن يكون مسؤولا عن مكافحة الاتجار بالمخدرات. قائد الجيش هو الجنرال ميس سوفيا ورئيس أركان الجيش هو تشيا ساران.

## التقسيمات الإدارية
تعد العاصمة (ريتش تياني) والإفليم (خيت) التقسيمات الإدارية من الدرجة الأولى من الانقسامات في كمبوديا. تنقسم الأراضي الكمبودية إلى 24 محافظة والعاصمة. المديرية (سروك) والخان هي تقسيمات من الدرجة الثانية. تقسم المحافظات إلى 159 مديرية، وتقسم العاصمة إلى 14 خان. تقسم المديريات بدورها إلى المزيد من البلديات والقرى. بينما تقسم المديريات في العاصمة إلى الخان وبدورها تنقسم إلى سانغكات.
| \| الإقليم \| العاصمة \| المساحة (كم²) \| السكان \| \| ------------------ \| --------------- \| ------------- \| ----------- \| \| بانتياي مينتشي \| سيسوفون \| 6,679 \| 0,678,033 \| \| باتامبانغ \| باتامبانغ \| 11,702 \| 0,1,036,523 \| \| كامبونغ تشام \| كامبونغ تشام \| 9,799 \| 0,1,680,694 \| \| كامبونغ تشينانغ \| كامبونغ تشينانغ \| 5,521 \| 0,472,616 \| \| كامبونغ سبو \| كامبونغ سبو \| 7,017 \| 0,716,517 \| \| كامبونغ توم \| كامبونغ توم \| 13,814 \| 0,708,398 \| \| محافظة كامبوت \| كامبوت \| 4,873 \| 0,585,110 \| \| كاندال \| تاخماو تا \| 3,568 \| 0,1,265,805 \| \| كِب \| مدينة كِب \| 336 \| 0,40,208 \| \| كو كونغ \| كو كونغ \| 11,160 \| 0,139,722 \| \| محافظة كراتييه \| كراتييه \| 11,094 \| 0,318,523 \| \| موندولكيري \| سينمونوروم \| 14,288 \| 0,60,811 \| \| اودار ميانتشياي \| سامراونغ \| 6,158 \| 0,185,443 \| \| محافظة بايلين \| بايلين \| 803 \| 0,70,482 \| \| بنوم بنه \| بنوم بنه \| 758 \| 0,2,234,566 \| \| سيانوكفيل \| سيهانوكفيل \| 868 \| 0,199,902 \| \| بريا فيار \| مينشي تبينج \| 13,788 \| 0,170,852 \| \| محافظة بورسات \| بورسات \| 12,692 \| 0,397,107 \| \| بري فينغ \| بري فينغ \| 4,883 \| 0,947,357 \| \| راتاناكيري \| بانلونج \| 10,782 \| 0,149,997 \| \| سيام ريب \| سيام ريب \| 10,229 \| 0,896,309 \| \| محافظة ستونغ ترينغ \| ستونغ ترينغ \| 11,092 \| 0,111,734 \| \| سفاي رينغ \| سفاي رينغ \| 2,966 \| 0,482,785 \| \| تاكيو \| تاكيو \| 3,563 \| 0,843,931 \| |                 |               |             |
| الإقليم | العاصمة         | المساحة (كم²) | السكان      |
| بانتياي مينتشي | سيسوفون         | 6,679         | 0,678,033   |
| باتامبانغ | باتامبانغ       | 11,702        | 0,1,036,523 |
| كامبونغ تشام | كامبونغ تشام    | 9,799         | 0,1,680,694 |
| كامبونغ تشينانغ | كامبونغ تشينانغ | 5,521         | 0,472,616   |
| كامبونغ سبو | كامبونغ سبو     | 7,017         | 0,716,517   |
| كامبونغ توم | كامبونغ توم     | 13,814        | 0,708,398   |
| محافظة كامبوت | كامبوت          | 4,873         | 0,585,110   |
| كاندال | تاخماو تا       | 3,568         | 0,1,265,805 |
| كِب | مدينة كِب        | 336           | 0,40,208    |
| كو كونغ | كو كونغ         | 11,160        | 0,139,722   |
| محافظة كراتييه | كراتييه         | 11,094        | 0,318,523   |
| موندولكيري | سينمونوروم      | 14,288        | 0,60,811    |
| اودار ميانتشياي | سامراونغ        | 6,158         | 0,185,443   |
| محافظة بايلين | بايلين          | 803           | 0,70,482    |
| بنوم بنه | بنوم بنه        | 758           | 0,2,234,566 |
| سيانوكفيل | سيهانوكفيل      | 868           | 0,199,902   |
| بريا فيار | مينشي تبينج     | 13,788        | 0,170,852   |
| محافظة بورسات | بورسات          | 12,692        | 0,397,107   |
| بري فينغ | بري فينغ        | 4,883         | 0,947,357   |
| راتاناكيري | بانلونج         | 10,782        | 0,149,997   |
| سيام ريب | سيام ريب        | 10,229        | 0,896,309   |
| محافظة ستونغ ترينغ | ستونغ ترينغ     | 11,092        | 0,111,734   |
| سفاي رينغ | سفاي رينغ       | 2,966         | 0,482,785   |
| تاكيو | تاكيو           | 3,563         | 0,843,931   |

- يوم 22 كانون الأول 2008، وقع الملك نورودوم سيهاموني مرسوماً ملكياً بتحويل بلديات كيب، بايلين، سيهانوكفيل إلى محافظات، فضلًا عن تعديل حدود عدة محافظات.[51]

## الجغرافيا

جغرافيا كمبوديا

تبلغ مساحة كمبوديا 181,035 كم2 (69,898 ميل مربع) وتتوضع كلياً في المنطقة المدارية بين خطي العرض 10° و 15° شمالًا، وخطي الطول 102° و 108° شرقًا. يحدها تايلاند من الشمال والغرب، لاوس من الشمال الشرقي، وفييتنام من الشرق والجنوب الشرقي. تمتلك كمبوديا ساحلاً 443 كم (275 ميل) على خليج تايلاند.

### البحيرات
أبرز المعالم الجغرافية هو سهل البحيرات الذي شكلته السيول من تونلي ساب (بحيرة كبرى)، بمساحة حوالي 2,590 كم2 (1,000 ميل مربع) خلال الموسم الجاف وتتسع لحوالي 24,605 كم2 (9,500 ميل مربع) خلال موسم الأمطار. يكتظ هذا السهل بالسكان، ويكرس لزراعة الأرز، ويعد قلب كمبوديا. تم اعتبار الكثير من هذه المنطقة كمحميات بيئية حيوي.

### الجبال
يقع معظم البلاد (حوالي 75٪) ارتفاعات أقل من 100 متر (330 قدم) فوق مستوى سطح البحر، يستثنى من ذلك جبال الهيل (أعلى ارتفاع 1,813 م / 5,948 قدم)، وامتدادها نحو الجنوب الشرقي جبال داميري («جبال الفيل») (بارتفاع 500- 1,000 أو 1,640-3,280 قدم)، فضلاً عن الجرف شديد الانحدار من جبال دانجريك (متوسط الارتفاع 500 م / 1,640 قدم) على طول منطقة ايسان الحدودية مع تايلاند. أعلى ارتفاع في كمبوديا هو بنوم آورال، قرب بورسات في وسط البلاد، عند 1,813 م (5,948 قدم).

### المناخ

خريطة تصنيف كوبن المناخ في كمبوديا.

تهيمن الأمطار الموسمية على المناخ في كمبوديا، مثلها في ذلك مثل بقية دول جنوب شرق آسيا، والتي تعرف باسم المناطق المدارية الرطبة والجافة بسبب الاختلافات الموسمية الملحوظة.
تتراوح درجات الحرارة في كمبوديا بين 21-35 درجة مئوية (69,8-95 درجة فهرنهايت) وتخضع للرياح الموسمية الاستوائية. تهب الرياح الموسمية الجنوبية الغربية داخل البر محملة بالرطوبة من خليج تايلند والمحيط الهندي من أيار إلى تشرين الأول. أما الرياح الموسمية الشمالية الشرقية فتعلن دخول الموسم الجاف والذي يستمر من تشرين الثاني إلى آذار. تشهد البلاد أغزر الأمطار بين أيلول-تشرين الأول، بينما أجفها في كانون الثاني-شباط.
تمتلك كمبوديا موسمين متميزين. موسم الأمطار الذي يمتد من أيار إلى تشرين الأول، حيث قد تهبط درجات الحرارة إلى 22 درجة مئوية (71.6 درجة فهرنهايت) ويترافق عادة مع ارتفاع نسبة الرطوبة. أما موسم الجفاف يستمر من تشرين الثاني إلى نيسان حيث ترتفع درجات الحرارة إلى 40 درجة مئوية (104 درجة فهرنهايت) في نيسان. أفضل الشهور لزيارة كمبوديا هي بين تشرين الثاني – كانون الثاني عندما تكون درجات الحرارة والرطوبة منخفضة. حصلت فيضانات كارثية بسبب الأمطار الغزيرة في عام 2001، ومرة أخرى في عام 2002. كل عام تقريباً هناك فيضانات إلى حد ما.

### الحياة البرية

#### الحيوانات

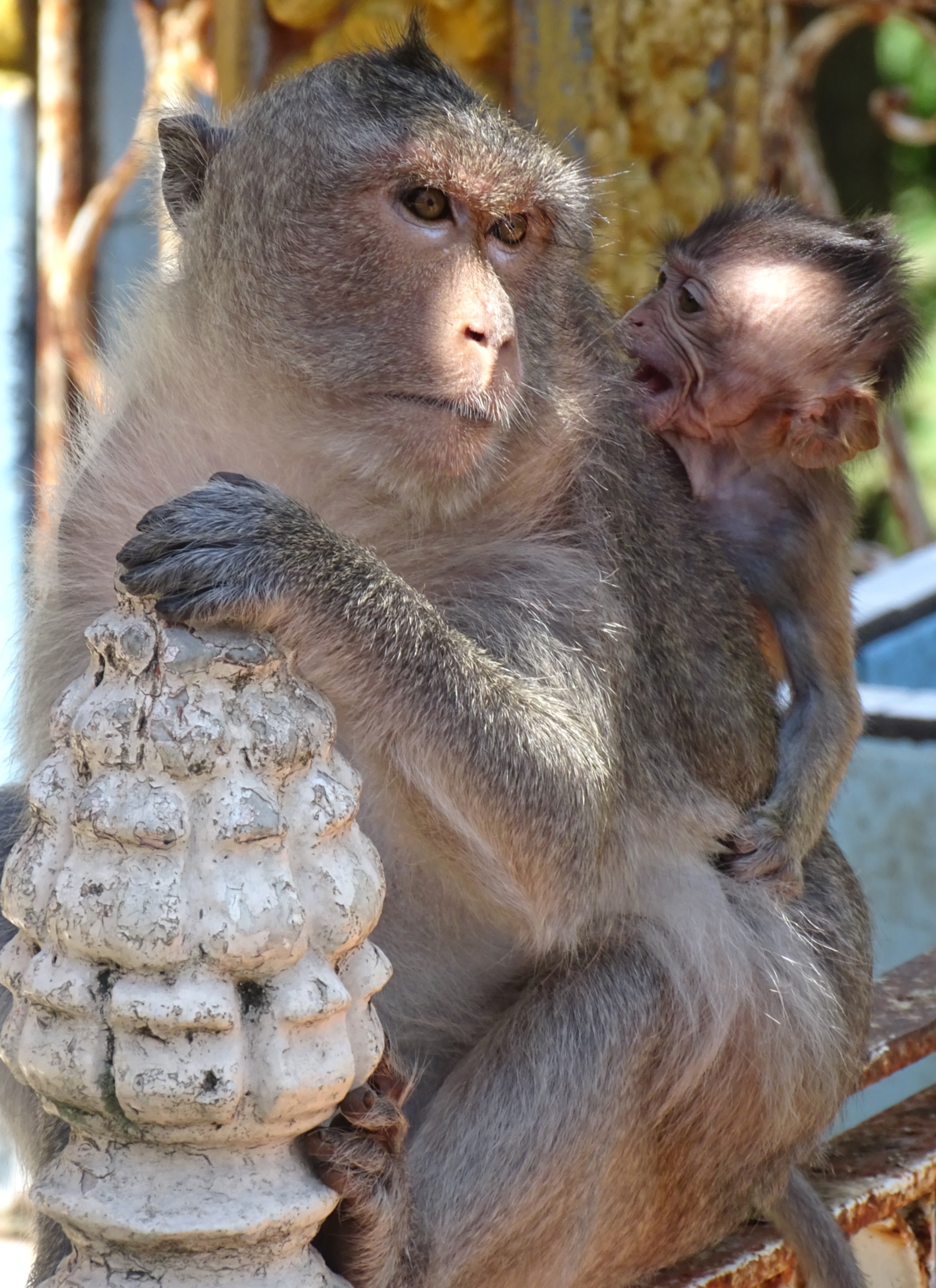
قرود المكاك في بنوم بروس، مقاطعة كامبونج تشام.

تمتلك كمبوديا تشكيلة واسعة من النباتات والحيوانات. يوجد 212 نوعاً من ثدييات و 536 نوعاً من الطيور، 240 نوعاً من زواحف و 850 نوعاً من أسماك المياه العذبة (منطقة بحيرة تونله ساب)، و 435 نوع من الأسماك البحرية. يتمركز قسم كبير من هذا التنوع البيولوجي حول بحيرة تونله ساب والمحيط الحيوي حولها. محمية تونله ساب ظاهرة فريدة من نوعها محيطة بتونله ساب. تشمل البحيرة تسع محافظات: كامبونغ توم، سيم ريب، باتامبانغ، بورسات، كامبونغ تشنانغ، بانتياي مينتشي، كرونغ بايلين، اوتدار مينتشي وبريا فيار. في عام 1997، صنفت ضمن قائمة اليونسكو للمحميات الطبيعية. من المواطن الرئيسية الأخرى الغابات الجافة في محافظتي موندولكيري وراتاناكيري والنظام الإيكولوجي في جبال الهيل، بما في ذلك الحديقة الوطنية في «بوكور»، الحديقة الوطنية في بوتوم-ساكور، ومحميات الحياة البرية في ينوم آورال وبنوم سامكوس.

### إزالة الغابات
شهد البلد أحد أعلى معدلات إزالة الغابات في العالم. منذ عام 1969، انخفض غطاء الغابات المطيرة الرئيسي في كمبوديا من 70% إلى 3.1% فقط في عام 2007. إجمالاً، فقدت كمبوديا 25,000 كم2 (9700 ميل مربع) من الغابات بين عامي 1990- 2005 منها 3,340 كم2 (1,290 ميل مربع) من الغابات الابتدائية. منذ عام 2007، تبقى أقل من 3,220 كم2 (1,243 ميل مربع) من الغابات الأولية وتكمن خطورة ذلك مستقبلاً في تخلخل التوازن الحيوي في محميات غابات كمبوديا، فقط بسبب قطع الأشجار غير المشروع بهدف الربح.

## الاقتصاد
يزداد دخل الفرد في كمبوديا نمواً، لكنه لا يزال منخفضاً مقارنة بالدول الأخرى في المنطقة. تعتمد معظم الأسر الريفية على الزراعة وما يرتبط بها من القطاعات الفرعية. تشمل صادرات كمبوديا الأساسية كلاً من الأرز والأسماك والأخشاب والملابس والمطاط. قدم المعهد الدولي لبحوث الأرز أكثر من 750 من أصناف الأرز التقليدية لكمبوديا من بنك البذور في الفلبين. جمعت هذه الأصناف في ستينيات القرن الماضي.
في عام 1987، مولت الحكومة الأسترالية المعهد الدولي لبحوث الارز لمساعدة كمبوديا على تحسين محصولها من الأرز. بحلول عام 2000، بلغت كمبوديا مرة أخرى حد الاكتفاء الذاتي من الأرز. مع ذلك، فإن عدداً ضئيلاً من المزارعين الكمبوديين يقوم بزراعة محاصيل أخرى مما يجعلهم عرضة لفشل المحاصيل. في السنوات الأخيرة، بدأت عدة منظمات اغاثة دولية برامج تنويع المحاصيل لتشجيع المزارعين على زراعة محاصيل أخرى.
تباطئ انتعاش الاقتصاد في كمبوديا كثيرًا في 1997-1998، وذلك بسبب الأزمة الاقتصادية الإقليمية، والعنف المدني، والصراع السياسي الداخلي. انخفض كل من الاستثمار الأجنبي والسياحة كثيرًا أيضاً. لكن منذ ذلك الحين، لا يزال النمو في اطراد مستمر. في عام 1999، والتي عدت السنة الأولى الكاملة التي تقضيها كمبوديا في سلام منذ 30 عاماً، تم إحراز تقدم في الإصلاحات الاقتصادية واستؤنف النمو الاقتصادري عند 5.0 ٪.
على الرغم من الفيضانات الشديدة، نما الناتج المحلي الإجمالي 5.0 ٪ في عام 2000، 6.3 ٪ في عام 2001، و 5.2 ٪ في عام 2002. تعد صناعة السياحة الأسرع نمواً في كمبوديا، مع تزايد الوافدين من 219,000 في عام 1997 إلى 1,055,000 في عام 2004. خلال عامي 2003 و 2004 ثبت معدل النمو عند 5.0 ٪، بينما كان معدل التضخم 1.7% عام 2004، والصادرات بقيمة 1.6 مليار دولار أمريكي. اعتباراً من عام 2005، الناتج المحلي الإجمالي للفرد من حيث تعادل القوة الشرائية هو 2,200$، والذي يضع البلاد في المرتبة 178 (من أصل 233).
غالباً ما يعاني السكان المسنون من النقص في التعليم، ولا سيما في الريف، الذي يعاني من عوز في البنية التحتية الأساسية. المخاوف من تجدد عدم الاستقرار السياسي والفساد داخل الحكومة تثبط من الاستثمار الأجنبي وتأخر المساعدات الخارجية، رغم وجود مساعدات كبيرة من جهات مانحة ثنائية ومتعددة الأطراف. تعهد المانحون بتقديم 504 مليون دولار لهذا البلد في 2004، في حين وفر البنك الآسيوي للتنمية وحده 850 مليون دولار في شكل قروض ومنح ومساعدة تقنية.
جاءت كمبوديا في المرتبة 101 في مؤشر الابتكار العالمي عام 2023. لكنها تراجعت للمركز 103 وفق مؤشر عام 2024.

## السياحة

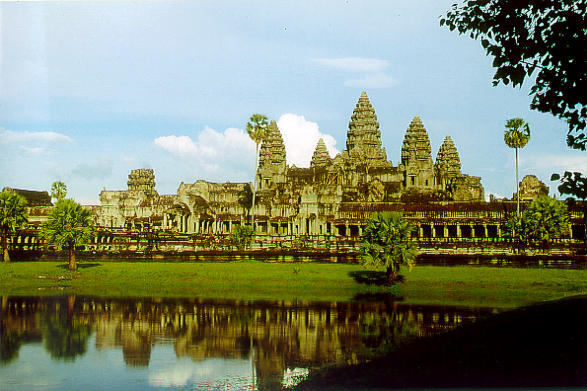
معابد أنغكور وات من أهم مناطق الجذب السياحي في كمبوديا

تعد صناعة السياحة مصدر البلاد الثاني من العملة الصعبة بعد صناعة النسيج. بين كانون الثاني وكانون الأول من عام 2007، قارب عدد السياح 2 مليون، أي بزيادة قدرها 18.5 ٪ مقارنة بالفترة نفسها من عام 2006. وصل معظم الزوار (51 ٪) عن طريق سيم ريب، والبقية (49 ٪) من خلال بنوم بنه وغيرها من الوجهات. تشمل المقاصد السياحية الأخرى سيهانوكفيل في الجنوب حيث تمتلك شواطئ شعبية عدة، والمناطق المحيطة بها كامبوت وكب بما في ذلك محطة بوكور هيل.

## الديموغرافيا

### المدن الكبرى
| بنوم بنه | 1  | بنوم بنه   | بنوم بنه       | 2,281,951 | سيسوفون |
| بنوم بنه | 2  | سيام ريب   | سيام ريب       | 245,494   | سيسوفون |
| بنوم بنه | 3  | باتامبانج  | باتامبانغ      | 119,251   | سيسوفون |
| بنوم بنه | 4  | سيسوفون    | بانتياي مينتشي | 99,019    | سيسوفون |
| بنوم بنه | 5  | بويبيت     | بانتياي مينتشي | 98,934    | سيسوفون |
| بنوم بنه | 6  | تاخماو     | كندال          | 75,629    | سيسوفون |
| بنوم بنه | 7  | سيهانوكفيل | بريه سيهانوك   | 73,036    | سيسوفون |
| بنوم بنه | 8  | سامراونج   | أودار مينشي    | 70,944    | سيسوفون |
| بنوم بنه | 9  | بورسات     | بورسات         | 58,355    | سيسوفون |
| بنوم بنه | 10 | ستونج ساين | كامبونغ ثوم    | 53,118    | سيسوفون |

### اللغات
يعود أصل 90 ٪ من سكان كمبوديا إلى عرقية الخمير ويتحدث بلغة الخمير، والتي تعد اللغة الرسمية للبلاد. أما ما تبقى فهم من العرقيات الصينية والفيتنامية والتشام والخمير لو.
لغة الخمير عضو في العائلة الفرعية مون-خمير من المجموعة اللغوية الأستروآسيوية. لا تزال اللغة الفرنسية (اللغة الرسمية في الهند الصينية سابقاً)، مستخدمة لدى البعض من كبار السن من الكمبوديين. كما أن الفرنسية أيضاً لغة التعليم في بعض المدارس والجامعات التي يتم تمويلها من قبل الحكومة الفرنسية. الكمبودية الفرنسية، من مخلفات الماضي الاستعماري للبلاد، هي لهجة موجودة في كمبوديا، وتستخدم أحياناً في التعاملات الحكومية.
بأي حال، وفي العقود الأخيرة، العديد من الشباب الكمبوديين وأولئك في درجة رجال الأعمال يفضلون تعلم اللغة الإنجليزية. في المدن الكبرى والمراكز السياحية، يتحدث بالإنجليزية على نطاق واسع وتدرس في عدد كبير من المدارس بسبب العدد الهائل من السياح القادمين من البلدان الناطقة بالإنكليزية. حتى في أكثر المناطق ريفية، يتحدث معظم اليافعين على الأقل بعض الإنجليزية، حيث يقوم غالباً الرهبان في المعابد المحلية بتدريسها.
الدين السائد هو شكل من أشكال البوذية (بوذية ثيرافادا) (95 ٪)، لكنه شهد قمعاً شديداً من قبل الخمير الحمر. رغم ذلك، شهدت كمبوديا عودة الحياة فيه. يشكل الإسلام (3 ٪) والمسيحية (2 ٪).
كان للحرب الأهلية وتداعياتها تأثير ملحوظ على سكان كمبوديا. 50 ٪ من السكان تقل أعمارهم عن 22. تعد كمبوديا البلد صاحب النسبة الأكبر من الإناث في منطقة ميكونج الكبرى بنسبة 0.96 ذكور/إناث. بينما نسبة الإناث إلى الذكور بين الكمبوديين أكبر من 65 عاماً هي 1:1.6.

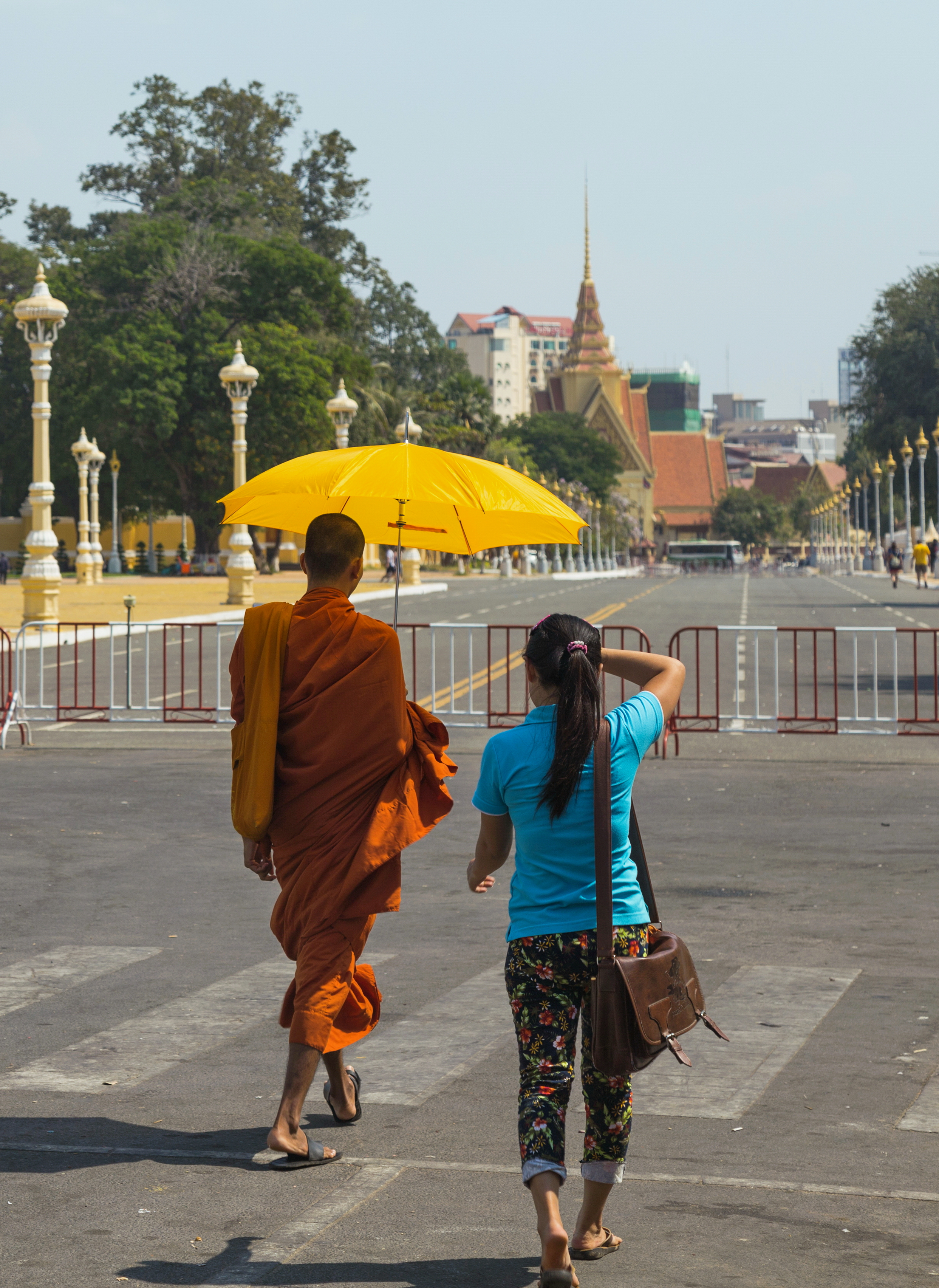
راهب بوذي في كمبوديا.

### الدين
بوذية ثيرافادا هي الديانة الرسمية في كمبوديا، ويمارسها أكثر من 95٪ من السكان مع ما يقدر بـ 4392 من الأديرة البوذية في جميع أنحاء البلاد. البوذية الكمبودية متأثرة بشدة بالديانة الهندوسية والروحانية الأصلية. بوذية ماهايانا هي دين غالبية الصينيين والفيتناميين في كمبوديا. تمارس أيضًا عناصر من الممارسات الدينية الأخرى، مثل تبجيل الأبطال والأجداد الشعبيين، والكونفوشيوسية، والطاوية الممزوجة بالبوذية الصينية.
يمثل الإسلام نسبة 2٪ من السكان ويمارسه عرقية تشام وعرقية الملايو المقيمين في البلاد منذ أجيال. تشير التقارير إلى أن السكان المسلمين في كمبوديا يشكلون 80٪ من عرقية تشام.

### اليونيسيف
تصنف اليونيسيف كمبوديا على أنها البلد الثالث من حيث كثرة الألغام البرية في العالم، حيث ينسب لهذه الألغام أكثر من 60,000 حالة وفاة بين المدنيين والآلاف من المدنيين المشوهين أو المصابين بانفجارها منذ عام 1970. غالبية الضحايا من الأطفال الرعاة أو خلال اللعب في الحقول.
أما البالغون الناجون فغالباً ما يتطلب الأمر بتر واحد أو أكثر من الأطراف والاضطرار إلى اللجوء إلى التسول من أجل البقاء. في عام 2006، انخفض عدد ضحايا الألغام الأرضية في كمبوديا بشكل حاد إلى أكثر من 50 ٪ مقارنة بعام 2005، حيث انخفض عدد ضحايا الألغام الأرضية من 800 في عام 2005 إلى أقل من 400 في عام 2006. تواصل تراجع معدل الإصابات في عام 2007، مع 208 إصابات (38 قتيلًا و 170 جريحاً).

### الصحة
تراجع معدل وفيات الرضع في كمبوديا من 115 في عام 1993 إلى 89.4 من كل 1000 ولادة حية في عام 1998. وفي الفترة نفسها، انخفض معدل وفيات الأطفال دون سن الخامسة من 181 إلى 115 من كل 1000. تعد محافظة راتاناكيري الأسوأ من حيث المؤشرات الصحية، بنسبة وفيات 22.9٪ بين الأطفال دون سن الخامسة.

## الثقافة

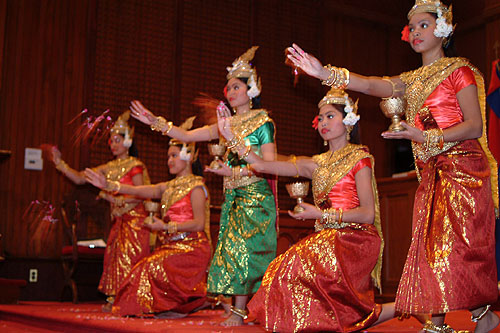
راقصات من كمبوديا

ساهمت عدة عوامل في تطور الثقافة الكمبودية بما فيها بوذية ثيرافادا، الاستعمار الفرنسي، الهندوسية، ثقافة عصر الأنغكور، والعولمة الحديثة. تعد وزارة الثقافة والفنون الجميلة الكمبودية مسؤولة عن تعزيز وتطوير الثقافة الكمبودية. لا تشمل الثقافة الكمبودية ثقافة الغالبية العرقية في الأراضي المنخفضة (الخمير) فقط، ولكنها تشمل أيضاً ثقافة ما يقرب من عشرين قبيلة من قبائل التلال والمعروفة يمجموعها باسم خمير لو، وهو مصطلح ابتدعه نورودوم سيهانوك لتوليد وحدة وطنية بين سكان المرتفعات والأراضي المنخفضة.
يرتدي سكان الريف الكمبودي وشاح كراما والذي يعد من الجوانب المميزة للرداء الكمبودي التقليدي. تشمل ثقافة الخمير رقصات مختلفة مميزة وأسلوب عمارة ونحت تطور وانتشر في عهد إمبراطورية الخمير، كما جرى تبادل هذه الأساليب مع الدول المجاورة من لاوس وتايلاند عبر التاريخ. يعد انغكور وات (أنغكور تعني «مدينة» ووات «المعبد») أفضل مثال محفوظ على الهندسة المعمارية للخمير من العهد الأنغكوري، كما اكتشفت مئات المعابد الأخرى في المنطقة وما حولها.
تقليدياً، يمتلك شعب الخمير طريقة فريدة لتسجيل المعلومات على أوراق نبات ترا. تسجل الكتب من هذه الأوراق معلومات عن أساطير شعب الخمير، الرامايانا، أصل البوذية وغيرها من كتب الصلاة. تبذل عناية فائقة بهذه الكتب وتلف في قماش لحمايتها من الرطوبة ومناخ الغابات.

### المهرجانات
بون ام تيوك (مهرجان سباق القوارب)، مسابقة تجذيف سنوية وتعد أكثر المهرجانات الوطنية الكمبودية حضوراً. يعقد هذا المهرجان في نهاية موسم الأمطار عندما يبدأ نهر ميكونغ بالانحسار إلى مستوياته الطبيعية مما يتيح لنهر تونله ساب بعكس التدفق. يحضر هذا الحدث ما يقرب من 10 ٪ من سكان كمبوديا في كل عام للمشاركة في مباريات، تقديم الشكر إلى القمر، مشاهدة الألعاب النارية، وحضور سباق القوارب في جو كرنفالي. تشمل الألعاب الشعبية مصارعة الديوك، كرة القدم، وركل (sev)، التي تشبه كرة قدم قماشية. وفقاً لبوذية ثيرافادا، السنة الجديدة الكمبودية هو يوم عطلة في نيسان. من الشخصيات الفنية الحديثة، مطربون مثل سين سيساماوث، وروس سيريفسوتيا (و لاحقاً مينغ كيو بيتشندا) والذي قدم أنماطاً موسيقية جديدة لهذا البلد.

### المأكولات
يعد الأرز، كما هو الحال في بلدان جنوب شرق آسيا، من الحبوب الأساسية. بينما تشكل الأسماك من نهر ميكونغ وتونله ساب أيضاً جزءاً هاماً من النظام الغذائي. بلغ نصيب الفرد الكمبودي من إمدادات الأسماك والمنتجات الغذائية السمكية في عام 2000 ما يقرب من 20 كغ من السمك سنوياً أو أوقيتان في اليوم الواحد للشخص الواحد. يمكن تخزين السمك لفترات طويلة من خلال براهوك. يشمل المطبخ الكمبودي الفاكهة الاستوائية، والشوربات الشعيرية. المكونات الأساسية للمطبخ الكمبودي هي حمض ليمون كافير، عشب الليمون، الثوم، صلصة السمك، صلصة الصويا، الكاري، التمر الهندي، الزنجبيل، صلصة المحار، حليب جوز الهند، والفلفل الأسود.

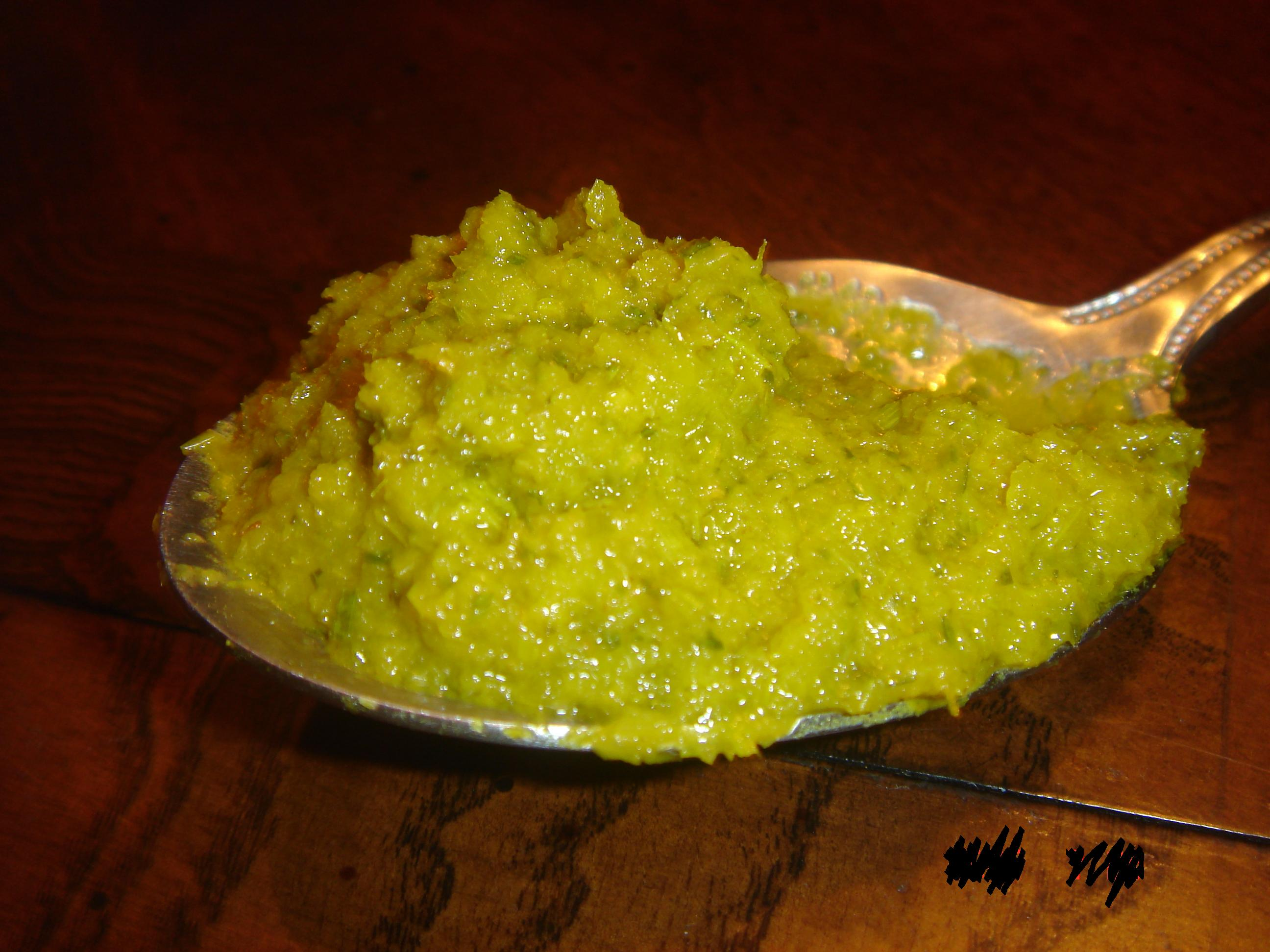
كروونج (مزيج من الأعشاب والتوابل)

من الأمثلة على التأثير الفرنسي في المطبخ الكمبودي، الكاري الأحمر الكمبودي مع الخبز الفرنسي المحمص. حيث تغمس قطع الرغيف الفرنسي المحمص في الكاري وتؤكل. كما يتناول الكاري الأحمر الكمبودي مع الأرز وشعيرية الأرز. ربما يعد طبق كا تيو الأكثر شعبية في المطاعم، وهو حساء لحم الخنزير مع شوربة شعيرية الأرز المقلية مع الثوم، البصل الأخضر، كما قد تحتوي أيضاً على على كرات اللحم أو الروبيان أو كبد الخنزير أو الخس. المطبخ الكمبودي ير معروف عالمياً بالمقارنة مع جيرانها تايلاند وفيتنام.

### الرياضة
كرة القدم هي واحدة من الألعاب الرياضية الأكثر شعبية، على الرغم من أن الألعاب الرياضية المنظمة والاحترافية ليست منتشرة في كمبوديا كما هو الحال في الدول الغربية بسبب الظروف الاقتصادية. جلب الفرنسيون كرة القدم إلى كمبوديا، وأصبح تحظى بشعبية كبيرة لدى السكان المحليين. نجح فريق كمبوديا لكرة القدم في الحصول على المركز الرابع في نهائيات كأس الأمم الآسيوية عام 1972 لكن تطور اللعبة تباطأ منذ الحرب الأهلية. تكتسب الرياضات الغربية الأخرى مثل الكرة الطائرة، وكمال الأجسام، والهوكي، الركبي، والجولف، والبيسبول شعبية في البلاد. تشمل الرياضات التقليدية سباق القوارب، سباق الجاموس، برادال سيري، مصارعة الخمير التقليدية وبوكاتور. شاركت كمبوديا لأول مرة في دورة الألعاب الأولمبية الصيفية عام 1956، بإرسال فريق في الفروسية. استضافت كمبوديا دورة الألعاب GANEFO، بديل دورة الألعاب الأولمبية في الستينيات.

## النقل والمواصلات
أدى كل من الحرب الأهلية والإهمال إلى أضرار جسيمة في نظام النقل في كمبوديا، ولكن بالمساعدة والمعدات من البلدان الأخرى استطاعت كمبوديا تحسين مستوى الطرق الرئيسية إلى المعايير الدولية وشهد معظمها تحسناً كبيراً منذ عام 2006. معظم الطرق الرئيسية حالياً معبدة.

### السكك الحديد
في كمبوديا خطان اثنان من السكك الحديدية، يبلغ طولها الكلي حوالي 612 كم (380 ميل) من مسار وحيد بعرض متر واحد. يتم تشغيل الخطوط بين العاصمة وسيانوكفيل على الساحل الجنوبي، وبنوم بنه إلى سيسوفون (على الرغم من القطارات غالباً ما تنهي الخدمة عند باتامبانغ). حالياً، يتم تشغيل رحلة وحيدة فقط من قطار الركاب في الأسبوع بين بنوم بنه وباتامبانغ.
- وبالإضافة إلى الشريان الرئيسي الذي يربط بين العاصمة بنوم بنه وسيهانوكفيل، يجري تعبيد طريق ترابي سابق بالاسفلت وتنفيذ خمسة معابر أخرى على الأنهار بشكل جسور تصل بشكل دائم بين بنوم بنه وكو كونغ، وبالتالي يوجد الآن دون اتصال دائم من دون انقطاع بتايلاند المجاورة، ونظام الطرق الواسعة فيها.

### الطرق البحرية
اعتبرت الطرق المائية ضمن البلاد ذات أهمية في تاريخ الأمة في التجارة الدولية. يبلغ طول الطرق المائية في نهر ميكونغ ونهر تونلي ساب، وروافدهما العديدة، 3,700 كم (2,300 ميل) صالحة للملاحة طوال العام.

### الموانئ
تمتلك كمبوديا اثنين من الموانئ الرئيسية، بنوم بنه وسيهانوكفيل، وخمسة موانئ صغيرة. تتوضع بنوم بنه على ملتقى أنهار الباساك، ميكونغ، وتونله ساب، وهي الميناء النهري الوحيد القادر على استقبال سفن 8,000 طن خلال موسم الأمطار والسفن 5,000 طن خلال موسم الجفاف. ومع تزايد النشاط الاقتصادي تزياد استخدام السيارات والدراجات النارية، رغم أن الدراجات الهوائية لا تزال الأكثر استخداماً. توجد أيضاً عربات تقودها الدراجات تشكل خياراً إضافياً غالباً ما يستخدمه الزوار.

### المطارات
يوجد في البلاد أربعة مطارات تجارية. مطار بنوم بنه الدولي (بوشنتونج) في بنوم بنه ويعد ثاني أكبر مطار في كمبوديا. بينما مطار سيم ريب أنغكور الدولي هو الأكبر ويخدم معظم الرحلات الجوية الدولية من وإلى كمبوديا. المطاران الآخران في سيهانوكفيل وباتامبانغ.